# Вестрис, Тереза
Тере́за Ве́стрис, реже Вестри́ (полное имя — Мария Тереза Франческа Вестрис; 1726, Флоренция — 18 января 1808, Париж) — итальянская балерина, представительница знаменитой балетной династии XVIII века.

## Биография
Тереза — дочь флорентийца Томазо Вестри, служившего в лавке ростовщика, сестра Анджиоло и Гаэтано Вестрисов.
Волею обстоятельств переехав с семьёй в Неаполь, отец отдал Терезу, Гаэтана и их сестру учиться музыке и танцу. Первый ангажемент юные исполнители получили в оперном театре Палермо, затем ездили с выступлениями по разным городам Европы.
В Вене на Терезу обратил своё особое внимание князь Эстергази, что не понравилось императрице Марии Терезии и вынудило молодую артистку уехать в Дрезден и затем — на родину, во Флоренцию.
В 1746 году Тереза перебралась в Париж, где начала заниматься у балетмейстера Жана-Бартельми Лани.
С 1751 до 1766 год она была первой танцовщицей Королевской академии музыки

Мадемуазель Вестрис неизменно владеет танцем, полным неги и даже сладострастия, за что её без конца упрекают блюстители нравов, должно быть, внутренне прощая ей этот недостаток.— из дневника маркиза де Башомона
Историк балета В. М. Красовская замечала, что окраска танца представителей династии Вестрис определялась национальной природной живого и темпераментного таланта их семейства. Вероятно, что на пике своей карьеры танцовщица руководствовалась принципами действенного танца Новерра:

До сих пор, по наиглупейшей нелепости, лучшие танцовщики и танцовщицы, казалось, танцевали лишь для взаимного очарования и выпрашивания аплодисментов у партера, адресуя ему свои самые соблазнительные действия. В этом pas de deux, наоборот, м-сье и м-ль Вестрис ни на минуту не упускают из виду ложе, на котором покоится Рено. Всё, что есть пленяющего и страстного в их пантомимной сцене, направлено туда. Если время от времени они удаляются, то лишь затем, чтобы посоветоваться, запастись новыми чарами. Таким образом, создаётся полная иллюзия, за что их таланты заслуживают всяческой награды. Мы ощущаем себя особенно обязанными чувству вкуса, который заставил их пожертвовать аплодисментами толпы ради благородного и похвального соревнования, где прекрасный танец соединяется с рассудком.— Рецензия на па-де-де Гаэтана и Терезы Вестрис в сцене очарованных садов из оперы Ж.-Б. Люлли «Армида»
.

## Образ в искусстве
Портрет Терезы с обозначением года её дебюта (1751), написанный Гюставом Буланже, располагается на фризе Танцевального фойе Гранд-Опера среди других двадцати портретов выдающихся танцовщиц Оперы конца XVII — середины XIX веков. 
В Вашингтоне, в Национальном музее женского искусства хранится портрет Мадам Терезы Вестрис кисти Виже-Лебрен, датированный 1803 годом. На нём изображена красивая молодая женщина, хотя Терезе Вестрис к тому времени было 77 лет.